# إيبارا
بلدية إيبارا (بالإسبانية: Ibarra) هي بلدية تقع في مقاطعة غيبوثكوا التابعة لمنطقة إقليم الباسك شمال إسبانيا.

## الديموغرافيا
بلغ عدد سكان بلدية إيبارا 4.290 نسمة عام 2011 (وفقاً للمعهد الوطني للإحصاء الإسباني).
| 4.287 | 4.334 | 4.326 | 4.306 | 4.273 | 4.335 | 4.290 |

## أعلام
- ميكيل سايزار
- شابيير فيرنانديث غاثتانياغا
- زيجور ارانالدى